# Diviseur spécial
En mathématiques, un diviseur spécial est un diviseur sur une courbe algébrique qui possède la particularité de déterminer plus de fonctions compatibles qu'attendu.
La condition pour qu'un diviseur D soit spécial peut être formulée en termes de cohomologie des faisceaux comme la non-trivialité du groupe de cohomologie H1 du faisceau des sections du faisceau inversible associé à D. Par le théorème de Riemann-Roch, cela signifie que le groupe de cohomologie H0, espace des sections holomorphes, est plus gros qu'attendu.
Par dualité de Serre, cette condition se traduit par l'existence de différentielles holomorphes de diviseur ≥ −D sur la courbe.

## Théorie de Brill-Noether
La théorie de Brill-Noether, en géométrie algébrique, traite des diviseurs spéciaux sur les courbes algébriques « génériques (en) ». Il est principalement intéressant quand le genre g est supérieur ou égal à 3.
Le théorème de Riemann-Brill-Noether, dont la première preuve rigoureuse fut donnée par Phillip Griffiths et Joe Harris, peut se formuler en termes de la variété de Picard Pic(C) et du sous-ensemble de Pic(C) correspondant aux classes d'équivalence des diviseurs D de degré n pour lesquels l(D) (avec les notations du théorème de Riemann-Roch) est égal à r : la dimension dim(n, r, g) de ce sous-schéma de Pic(C) est supérieure ou égale à r(n − r + 1) − (r − 1)g.
Cette borne est atteinte pour les courbes de modules (en) génériques.
On peut formuler ce problème en dimensions supérieures, et il existe maintenant une théorie de Brill-Noether pour certaines classes de surfaces algébriques.